# Kurta (Georgia)
Kurta (en georgiano: ქურთა; en osetio: Курта; en ruso: Курта) fue un pueblo que pertenece a la parcialmente reconocida República de Osetia del Sur, parte del distrito de Tsjinval, aunque de iure es el centro del municipio de Kurta de la región de Iberia Interior de Georgia.

## Geografía
Kurta se sitúa a orillas del río Gran Liajvi, situada 9 km al noreste de Tsjinvali (capital de Osetia del Sur). Kurta y sus alrededores forman parte del Museo-Reserva del Gran Valle de Liajvi.  

## Historia
Hasta 1801, Kurta fue propiedad de la dinastía Machabeli que gobernó la región de Samachablo dentro del reino de Iberia. En Kurta había un palacio de los Machabeli que, tras la anexión rusa del reino de Iberia-Kajetia, se retiraron a la cercana Tamarasheni.
Durante la formación del óblast autónomo de Osetia del Sur en 1921-1922 y la determinación de la frontera administrativa de la región autónoma, docenas de aldeas georgianas, incluidas Kurta, protestaron contra la inclusión propuesta en Osetia del Sur. Debido a su ubicación en la carretera de acceso norte a Tsjinvali y la carretera principal a Oni, Kurta creció hasta convertirse en una de las aldeas más grandes de Osetia del Sur, con una población relativamente mixta.
Kurta fue una de las siete aldeas que formaron un “enclave georgiano” en la autovía transcaucásica. Durante el conflicto georgiano-osetio, durante el asedio de Tsjinvali, la población osetia (hasta el 25%) de estas aldeas fue expulsada, mientras que al comienzo mismo del conflicto, las poblaciones georgiana y judía fueron expulsadas de los enclaves osetios y de Tsjinvali. Durante la guerra de Osetia del Sur de 1991-1992, los georgianos lograron controlar el pueblo. 
Después de que el Parlamento de Georgia aprobara una resolución sobre el establecimiento de la Unidad Territorial Temporal el 11 de abril de 2007, Kurta se convirtió en la sede del municipio homónimo y de la Administración Provisional de Osetia del Sur encabezada por el osetio étnico Dmitry Sanakoyev. El gobierno georgiano también asignó 1.850.000 lari para la rehabilitación de la infraestructura de la aldea.
La población georgiana fue evacuada en vísperas de la guerra ruso-georgiana de agosto de 2008 a Georgia, y posteriormente sus casas fueron incendiadas bajo el control del Ministerio del Interior de Osetia del Sur. Durante la guerra la aldea fue objeto de bombardeos rusos, con informes de la destrucción de los edificios, según un informe de Human Rights Watch. Después de la guerra, la aldea quedó despoblada y dejó de existir, y su territorio quedó bajo el control de las autoridades de la República de Osetia del Sur. Según el presidente del Parlamento de Osetia del Sur, Znaur Gassiev, todas las casas de la población georgiana fueron quemadas y la aldea fue borrada de la faz de la tierra. Desde 2009, en el territorio del antiguo pueblo se encuentra un aeródromo militar.

## Demografía
La evolución demográfica de Kurta entre 1886 y 2015 fue la siguiente:
| 421                                                      | 528 | 488 | 690 | 1054 | 1189 | 1102 | 1124 | 0 |
| (Fuente: Population of South Ossetia since Soviet times) |     |     |     |      |      |      |      |   |

Según el censo soviético de 1959, la mayoría de la población local eran osetios. En el censo ruso de 1916, el censo soviético de 1989 y el de 2002 realizado por las autoridades georgianas, que controlaban Kurta, la composición étnica del pueblo era la siguiente:
|              | 1916      | 1916       | 1989      | 1989       | 2002      | 2002       |
| Grupo étnico | Población | Porcentaje | Población | Porcentaje | Población | Porcentaje |
| ------------ | --------- | ---------- | --------- | ---------- | --------- | ---------- |
| Georgianos   | 332       | 62,9%      | 882       | 80%        | 1046      | 93%        |
| Osetios      | 196       | 37,1%      | 220       | 20%        | 78        | 4%         |
| Total        | 528       | 100%       | 1102      | 100%       | 1124      | 100%       |

## Economía
La agricultura, la horticultura y la ganadería estaban muy extendidas. 

## Infraestrucctura

### Arquitectura, monumentos y lugares de interés
El pueblo alberga una iglesia ortodoxa de San Jorge de finales de la Edad Media.

### Transporte
Por Kurta pasa la autovía transcaucásica, que une Gori y Osetia del Norte-Alania via Tsjinvali y Yava, y en la carretera Tsjinvali-Oni.